# Référendum sur l'autonomie du Groenland de 2008
Pour les articles homonymes, voir Référendum sur l'autonomie du Groenland.
Le référendum sur l'autonomie du Groenland de 2008 est un référendum consultatif qui s'est tenu le 25 novembre 2008 au Groenland. Il a été approuvé à 76,22% avec un taux de participation de 71,96%.

## Présentation
Ce référendum propose aux Groenlandais une autonomie renforcée, rapprochant toujours plus le territoire de l’indépendance.

## Résultats
Le référendum de 2008 a été approuvé à 76,22% avec un taux de participation de près de 72%.